# SQ
SQ – klub muzyczny zlokalizowany w Poznaniu przy ul. Półwiejskiej 42, na terenie Słodowni w Starym Browarze.
SQ powstał w 2005 i jako jedyny polski klub, znalazł się w pierwszej setce najlepszych klubów świata portalu Resident Advisor (w 2008 zajął 67. pozycję). Gościnnie w klubie występowali m.in.: Ellen Allien, Fritz Kalkbrenner, Simian Mobile Disco, DJ Shadow, Mario Basanov, Matthew Herbert, Cassius, Róisín Murphy, Jessie Ware i Junior Boys.
Przyznane nagrody:
- 2009 - Klub Roku według Muzikanova.pl,
- 2009 - 97. miejsce w plebiscycie World's Best Club 2009 według Dj Mag UK,
- 2008 - nominacja Aktivist w kategorii Klub roku 2008,
- 2008 - zwycięzca w plebiscycie Metaxa Keep The Moment Best Place 2008,
- 2008 - 67. miejsce w rankingu prestiżowego portalu Resident Advisor - World's Best Club 2008,
- 2008 - nominacja w światowej edycji DJ Magazine w (kategroia: TOP 100 CLUBS),
- 2007 - Klub roku 2007 według polskiej edycji DJ Magazine,
- 2007 - nominacja Aktivist w kategorii Klub roku 2007,
- 2006 - Klub roku 2006 według Aktivist,
- 2005 - nominacja Aktivist w kategorii Klub roku 2005[1].